# Маріанна Барб'єрі-Ніні
Маріанна Барб'єрі-Ніні (18 лютого 1818, Флоренція — 27 листопада 1887, Флоренція) — італійська оперна співачка-сопрано, яка мала активну кар'єру в головних оперних театрах Італії з 1840 по 1856 рік. Вона також виступала в Лісеу в Барселоні, Театрі Реал в Мадриді, Театрі Її Величності в Лондоні та в театрах Парижа. Вона володіла потужним колоратурним голосом і була знана своїм надзвичайно драматичним співом й акторською грою. Особливе захоплення вона викликала в головних ролях «Анни Болейн» Гаетано Доніцетті та «Семіраміди» Джоаккіно Россіні. Досягла успіху в операх Джузеппе Верді, зокрема зігравши ролі у світових прем'єрах трьох його творів.

## Життя і кар'єра
Народився у Флоренції, навчався співу у Луїджі Барб'єрі, Джудітти Пасти та Нікола Ваккаї. 1840 року відбувся її професійний оперний дебют у Ла Скала в ролі Антоніни в «Белісаріо» Доніцетті; виступ, який сприйняли негативно. Наступного року досягла свого першого успіху в головній ролі в опері «Лукреця Борджіа» Доніцетті в Театро делла Пергола у Флоренції. Протягом наступних 15 років з великим успіхом співала у всій Італії, в Іспанії та Франції. Вона створила ролі у світових прем'єрах кількох опер Джузеппе Верді, зокрема Лукреції Контаріні в «Двоє Фоскарі» (1844, Театр Арджентіна), Леді Макбет у «Макбеті» (1847, Театр Пергола) та Гульнари в «Корсарі» (1848, Театр Верді).
Після завершення сценічної кар'єри 1856 року стала викладачем вокалу у Флоренції. Її першим чоловіком був граф Ніні Сієнський, а після його смерті одружилася з віденським піаністом Леопольдом Гаккенсольнером. Померла у Флоренції в 1887 році у 69 років.

## Подальше читання
- Eduardo Rescigno, Marianna Barbieri Nini, італійською мовою, стор. VI+346, ілюстрований, Zecchini Editore, 2015,ISBN 978-88-6540-140-8.